# Kumgangsan
Kŭmgangsan (en pronunciació coreana:[kɯmɡaŋsan]) o Mont Kŭmgang és una de les muntanyes més conegudes de Corea del Nord. Té una altura de 1638 metres i és localitzada a la costa est del país, a la Regió Turística de Kŭmgangsan, que forma part de la província de Kangwon (38.58N, 128.17E). Kŭmgangsan forma part de la serralada de Taebaek que recorre la costa est de la Península de Corea. El nom significa Muntanya Diamant.

## Noms estacionals
Kŭmgangsan té un nom per a cada estació. El seu nom és Kŭmgangsan (Hangul: 금강산, Hanja: 金剛山, Kŭmgangsan, Geumgangsan) a la primavera, Pongraesan (봉래산, 蓬萊山, Pongnaesan, Bongnaesan) a l'estiu, Phung'aksan (풍악산, 楓嶽山, 楓岳山, P'ung'aksan, Pung-aksan) a la tardor i Kaegolsan (개골산, 皆骨山, Kaegolsan, Gaegolsan) a l'hivern.
Kŭmgangsan ha estat coneguda per la seva bellesa escènica des de l'antiguitat. És recoberta d'un bosc, l'àrea dels voltants de Kŭmgangsan és una de les més humides de Corea.